# Plinia (halfvleugeligen)
Plinia is een geslacht van halfvleugeligen uit de familie Aphrophoridae. De wetenschappelijke naam van dit geslacht is voor het eerst geldig gepubliceerd in 1866 door Stål.

## Soorten
Het geslacht Plinia omvat de volgende soorten:
- Plinia ampla (Walker, 1851)
- Plinia dorsalis Schmidt, 1919
- Plinia ineffecta (Walker, 1857)
- Plinia marginalis Schmidt, 1919
- Plinia pilosa Distant, 1909
- Plinia punctipennis Schmidt, 1919